# 海州飛行場
海州飛行場（ヘジュひこうじょう、朝: 해주비행장、英: Haeju Airport）は、朝鮮民主主義人民共和国黄海南道海州市にある空港。日本統治下の1938年（昭和13年）5月7日に開設された。

## 概要
主に軍用に使用され、朝鮮人民軍が管理運営する軍用空港となっている。高麗航空による民間便も一部就航している。

## 就航航空会社と主な定期航路
| 国     | 航空会社 | 都市       | 空港         |
| ------ | -------- | ---------- | ------------ |
| 北朝鮮 | 高麗航空 | 平壌直轄市 | 平壌国際空港 |